# Río Shumanza
Der Río Shumanza ist ein etwa 32 km langer rechter Nebenfluss des Río Huallaga in der Region San Martín im zentralen Norden Perus. Der Flusslauf befindet sich im Südosten des Distrikts Campanilla in der Provinz Mariscal Cáceres.

## Flusslauf
Der Río Shumanza entspringt in einem Höhenkamm östlich des Río Huallaga auf einer Höhe von etwa 1120 m. Das Quellgebiet befindet sich östlich von Santa Rosa de la Cumbre an der Grenze zum weiter südlich gelegenen Distrikt Pólvora (Provinz Tocache). Der Río Shumanza fließt in überwiegend nordnordwestlicher Richtung durch eine vorandine Hügellandschaft. Der Río Huallaga verläuft etwa 8 km weiter westlich parallel in dieselbe Richtung. Am Flusslauf liegen die Ortschaften Nuevo Jaén und Perla Mayo sowie nahe der Mündung der Ort Shumanza. Die Nationalstraße 5N (Juanjuí–Tocache) folgt dem Flusslauf. Schließlich trifft der Río Shumanza auf den Río Huallaga, der zuvor nach Osten abgebogen ist und mehrere Höhenkämme westlich und östlich des Río Shumanza durchschneidet. Die Mündung liegt auf einer Höhe von ungefähr 330 m und befindet sich 7 km südwestlich des Distriktverwaltungszentrums Campanilla.

## Einzugsgebiet
Das Einzugsgebiet des Río Shumanza umfasst eine Fläche von ungefähr 142 km². Es wird im Westen und im Süden von einem teils mehr als 1000 m hohen Höhenkamm begrenzt, im Osten trennt ein 600 m hoher Höhenrücken das Gebiet von dem Einzugsgebiet des weiter östlich fließenden Río Challuayacu. Das Gebiet ist aufgrund der Fernstraße gut erschlossen. Es gibt viele landwirtschaftliche Nutzflächen. Die Höhenkämme sind mit Bergregenwald bedeckt.